# Ole Einar Bjørndalen
Ole Einar Bjørndalen (Drammen, 27. siječnja 1974.) umirovljeni je norveški biatlonac, višestruki olimpijski pobjednik i svjetski prvak. Najuspješniji je biatlonac u povijesti toga sporta.
U karijeri je osvojio 13 olimpijskih medalja, od čega 8 zlatnih, a bio je i svjetski prvak čak 20 puta uz ukupno 45 medalja na Svjetskim prvenstvim u biatlonu. Iako je i odličan strijelac, njegova je jača disciplina skijaško trčanje, te je jedan od rijetkih biatlonaca koji se s uspjehom natjecao i u utrkama Svjetskog kupa u skijaškom trčanju.
Bjørndalen sa suprugom, također vrlo uspješnom biatlonkom, četverostrukom olimpijskom pobjednicom Bjeloruskinjom Darjom Domračevom, živi u Italiji, gdje je i uspješan poslovni čovjek, poznat po liniji dodataka za prehranu sportaša.